# 人参果 (电影)
《人参果》，是中国上海美术电影制片厂于1981年出品的动画电影，根据《西游记》片段“偷吃人参果”改编，全长44分钟左右。片中画风及设定延续了《大闹天宫》的原始风格。《大闹天宫》以及该电影被收录于1994年海豚出版社出版的《孙悟空系列丛书》中，丛书其余的32篇作品也一样继承了这两部电影的画风。

## 内容概要
五庄观观主镇元大仙因受元始天尊之邀上天听道，便吩咐童子清風、明月负责看门护院。
一天，唐僧师徒四人路过此地，并到观上拜访，二位童子得知是西天取经的唐僧到访便收留了他们。依照鎮元大仙走時囑託，二童子从观后人参果树上打下两个人参果款待唐僧，由于人参果长得像孩童，唐僧便再三拒绝吃它。八戒惦挂着人参果的味道，便教唆孙悟空去盗摘人参果。悟空在盗取之时不慎使一个人参果落地消失，疑惑不解便唤出園中土地，才知此果与五行相克。隨後，悟空带着三个人参果瞒着师傅与八戒、沙僧一同享用了。
很快，童子在数树上的人参果时发现少了四个，便联想到一定是唐僧师徒四人所偷，便追究其四人把他们绑了起来，几番追问下悟空承认他的确只偷了三个，童子一口咬定是四个，便开始破口大骂起来，悟空在一气之下施了个分身法，潜入后院将人参果树推倒。二位童子见状，准备与悟空打起来，但被悟空施了定身法，并用瞌睡虫使他们沉睡，师徒四人便借機逃离了五庄观。
镇元大仙听道回来后，看到了这一切，便带领二童子一同去抓逃跑的四人回來，悟空等人见势不妙，双方便打了起来，几回合下来最终师徒四人被镇元大仙的长袖吸走。师徒四人被再次带回了五庄观并被严刑拷打，悟空为了师傅与师弟着想，承诺镇元大仙在三天之内寻得医治人参果树的良方。
悟空去到蓬莱仙岛找三星、东华帝君和瀛洲九老都没有找到医治果树的良方，最後来到南海寻找观音菩萨，并在菩萨那儿找到了妙方。悟空用菩萨净瓶中的甘露复活了人参果树，童子上前来数人参果，發現悟空確實只偷了三个。镇元大仙见果树复生，在高兴之下宴请了師徒四人、觀音菩薩和三星，並與悟空結為兄弟。最終唐僧师徒及各位神仙共享人参果，随后师徒四人再度踏上西天取经的旅程。

## 主创人员
- 编剧：李克弱、严定宪
- 导演：严定宪
- 造型设计：詹同
- 背景设计：秦一真
- 动画设计：张澋源、张总青、范本新、黄炜、陈光明、王复美、曹振鸿
- 绘景：高阳、江爱坚
- 摄影：金志成
- 描线：施有成
- 上色：叶友娣
- 调色：关枫
- 检验：陆美珍
- 录音：陆仲伯
- 剪辑：莫普忠
- 效果：张元浩
- 表演指导：刘异龙
- 制片主任：熊南清
- 作曲：吴应炬
- 演奏：屠巴海

## 荣获奖项
- 1983年获菲律宾第二届马尼拉国际电影节特别奖